# Virágh Ernő
Virágh Ernő (1953. május 30. –) labdarúgó, hátvéd.

## Pályafutása
A SZEOL AK csapatában mutatkozott az élvonalban 1972. szeptember 17-én a Rába ETO ellen, ahol csapata 4–1-re kikapott. 1974 és 1976 között Bp. Honvéd játékosa volt és egy bajnoki ezüstérmet szerzett a csapattal. 1976 és 1978 között a Rába ETO, majd a Dunaújvárosi Kohász együttesében szerepelt. Utolsó élvonalbeli csapata a Siófoki Bányász volt. 1984-ben még másodosztályú csapatként magyar kupa-győztes lett az együttessel. Utolsó élvonalbeli mérkőzésen a Rába ETO-tól 3–1-re kapott ki csapata.

## Sikerei, díjai
- Magyar bajnokság
  - 2.: 1974–75
- Magyar kupa (MNK)
  - győztes: 1984